# Альтавилла-Монферрато
Альтавилла-Монферрато (итал. Altavilla Monferrato) — коммуна в Италии, располагается в регионе Пьемонт, в провинции Алессандрия.
Население составляет 492 человека (2008 г.), плотность населения составляет 44 чел./км². Занимает площадь 11 км². Почтовый индекс — 15041. Телефонный код — 0142.
Покровителем коммуны почитается святой Иулий Ортский, празднование 31 января.

## Демография
Динамика населения:

## Администрация коммуны
- Официальный сайт: